# Zlatan Krizanović
Zlatan Krizanović (Myresjö, 17 mei 1991) is een Zweeds voetballer van Kroatische afkomst die onder andere voor Telstar heeft gespeeld.

## Carrière
Zlatan Krizanović speelde in de jeugd van Myresjö IF, waar hij ook in het eerste elftal speelde. In 2009 vertrok hij naar AZ, waar hij in de jeugdopleiding speelde. In het seizoen 2010/11 werd Krizanović door AZ aan Telstar verhuurd. Hij debuteerde in de Eerste divisie op 25 februari 2011, in de met 2-3 verloren thuiswedstrijd tegen Almere City FC. Hij kwam in de 66e minuut in het veld voor Raymond Fafiani. Op 18 maart scoorde hij zijn eerste doelpunt voor Telstar, in de met 2-2 gelijkgespeelde uitwedstrijd tegen FC Dordrecht. Ook scoorde hij in de met 2-1 verloren uitwedstrijd tegen MVV Maastricht. In 2011 vertrok Krizanović bij AZ. Hij ging naar IF Elfsborg, wat hem direct verhuurde aan Falkenbergs FF. Na een half jaar verhuurd te zijn, vertrok hij definitief naar Falkenbergs FF, waar hij tot 2018 speelde.

### Statistieken
| Seizoen                        | Club             | Land           | Competitie     | Competitie | Competitie | Beker | Beker | Overig | Overig | Totaal | Totaal |
| Seizoen                        | Club             | Land           | Competitie     | Wed.       | Dlp.       | Wed.  | Dlp.  | Wed.   | Dlp.   | Wed.   | Dlp.   |
| ------------------------------ | ---------------- | -------------- | -------------- | ---------- | ---------- | ----- | ----- | ------ | ------ | ------ | ------ |
| 2008                           | Myresjö IF       | Zweden         | Division 2     | 25         | 10         | 0     | 0     | –      | –      | 25     | 10     |
| 2010/11                        | → Telstar        | Nederland      | Eerste divisie | 7          | 2          | 0     | 0     | –      | –      | 7      | 2      |
| 2011                           | IF Elfsborg      | Zweden         | Allsvenskan    | 0          | 0          | 0     | 0     | –      | –      | 0      | 0      |
| 2011                           | → Falkenbergs FF | Zweden         | Superettan     | 7          | 1          | 0     | 0     | –      | –      | 7      | 1      |
| 2012                           | Falkenbergs FF   | Zweden         | Superettan     | 26         | 4          | 1     | 0     | 2      | 1      | 29     | 5      |
| 2013                           | Falkenbergs FF   | Zweden         | Superettan     | 7          | 0          | 4     | 0     | –      | –      | 11     | 0      |
| 2014                           | Falkenbergs FF   | Zweden         | Allsvenskan    | 0          | 0          | 0     | 0     | –      | –      | 0      | 0      |
| 2015                           | Falkenbergs FF   | Zweden         | Allsvenskan    | 0          | 0          | 1     | 0     | 0      | 0      | 1      | 0      |
| 2016                           | Falkenbergs FF   | Zweden         | Allsvenskan    | 19         | 2          | 4     | 1     | –      | –      | 23     | 3      |
| 2017                           | Falkenbergs FF   | Zweden         | Superettan     | 0          | 0          | 0     | 0     | –      | –      | 0      | 0      |
| 2018                           | Falkenbergs FF   | Zweden         | Superettan     | 14         | 1          | 1     | 1     | –      | –      | 15     | 2      |
| Carrièretotaal                 | Carrièretotaal   | Carrièretotaal | Carrièretotaal | 105        | 20         | 11    | 2     | 2      | 1      | 118    | 23     |
| Bijgewerkt op 17 februari 2019 |                  |                |                |            |            |       |       |        |        |        |        |